# A Baña
A Baña település Spanyolországban, A Coruña tartományban. A Baña Ames, Negreira, Santa Comba és Val do Dubra községekkel határos. Lakosainak száma 3291 fő (2024).

## Népesség
A település lakosságának változását az alábbi diagram mutatja:
| Lakosok száma | 5230 | 4888 | 4652 | 4415 | 4102 | 3754 | 3645 | 3450 | 3389 | 3291 |
|               | 2001 | 2004 | 2006 | 2009 | 2011 | 2014 | 2016 | 2019 | 2021 | 2024 |